# Simon Lachez

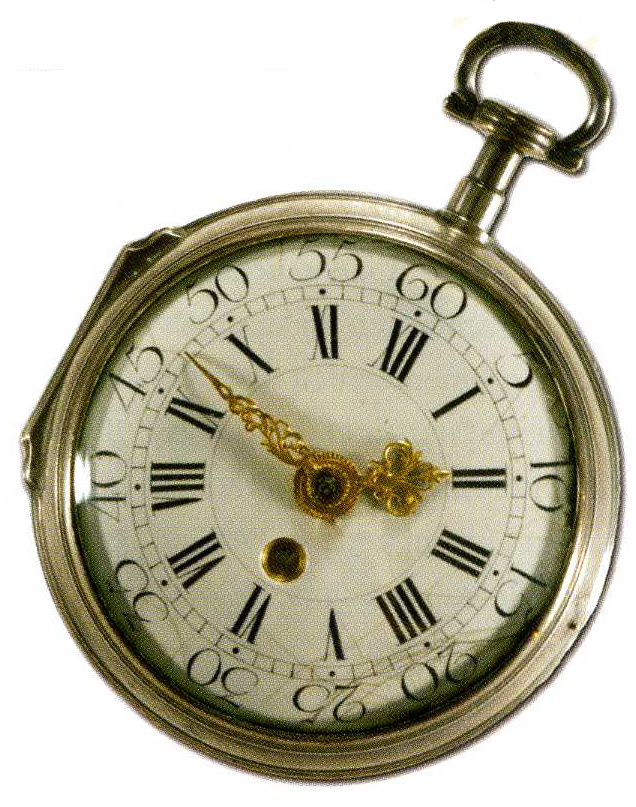
Silberne Taschenuhr von Simon Lachez

Simon Lachez (* 1648 in Utrecht; † 1723 ebenda; Pseudonym: Simon Simons) war ein niederländischer Uhrmacher und zeitweise Pächter des Sint Eloyen Gasthuis, des Zunfthauses der Schmiedezunft in Utrecht.

## Leben und uhrmacherische Leistung
Lachez wurde als jüngster von drei Söhnen der Eheleute Simon de la Sus und Trijntje Jansdr. geboren und am 30. September 1648 in der Waalse Kerk in Utrecht getauft.
Sein Vater war 1635 als Soldat der französischen Armee in die Niederlande gekommen, um im Spanisch-Niederländischen Krieg die Unabhängigkeit von Spanien zu erkämpfen. Kurz nach der Geburt von Simon ging der Vater nach Frankreich, um eine Erbschaft anzutreten, kehrte allerdings nicht mehr zur Familie zurück. Nach dem Tod der Mutter im Jahr 1656 kamen die drei Brüder Simon, Jan und Isaac in die Obhut des Stads-Ambachtskinderhuis, einem Waisenhaus in Utrecht.
Zwischen 1657 und 1660 ging Lachez unter seinem Pseudonym Simon Simons bei einem Tuchmacher in der Lehre, erst danach begann seine Laufbahn als Uhrmacher. Ab 1661 war Egbert Jans van Leeuwarden zunächst für vier Jahre sein Lehrherr. Der Lehrvertrag wurde 1665 verlängert, um die Herstellung eines Pendeluhrwerks zu erlernen. Simon Lachez selbst wurde später Lehrmeister von Jan van Leeuwarden, dem Sohn seines eigenen Lehrmeisters.
Zu Ostern 1669 verließ Lachez das Waisenhaus und heiratete ein Jahr später Petronella van der Eem, mit der er elf Kinder zeugte. Lachez erwarb 1674 die Bürgerrechte der Stadt Utrecht, trat als vollwertiges Mitglied der Schmiedezunft bei und durfte sich Meisteruhrmacher nennen. Zwischen 1690 und 1719 war er Pächter des Zunfthauses Sint Eloyen Gasthuis, von 1694 bis 1710 auch in der Funktion des Hausvorstehers. Am 25. Januar 1702 wurde er für zwei Jahre zum Zunftmeister ernannt.
Simon Lachez starb 1723 und wurde in der Buurkerk, der Zunftkirche von Utrecht, beigesetzt.

## Erhaltene Uhren
Von Simon Lachez sind zumindest folgende Uhren erhalten:
- Zwei Haagse Klokken, wovon sich eine im Museum Willet Holthuysen in Amsterdam und die zweite im Privatbesitz befindet,
- Eine silberne Taschenuhr im Besitz des Centraal Museum Utrecht.

## Bekannte Lehrlinge
- Jan (Egberts) van Leeuwarden, Sohn seines Lehrmeisters Egbert Jans van Leeuwarden, Lehrling ab 1682.
- Hendrick van Diest aus Breda, Lehrling ab 1683.
- Isaac Lachez, sein Sohn.
- Simon Simonse, Lehrling ab 1703.
- Arnoldus de Swart, sein Enkel, Lehrling ab 1710.
- Willem Dadelbeek, Lehrling ab 1720.